# ليلى غنام
ليلى داود محمد غنام (وُلدت في 29 مايو 1975 في دير دبوان) مرشدة نفسية وسياسية من فلسطين. والمرأة الوحيدة التي تشغل منصب محافظ في دولة فلسطين.

## النشأة والتحصيل العلمي
وُلدت ليلى غنام في 29 مايو 1975 في بلدة دير دبوان شرق محافظة رام الله والبيرة وسط الضفة الغربية. تلقت تعليمها المدرسي في مدارس البلدة، وحصلت على الثانوية العامة في عام 1992.
التحقت بجامعة القدس المفتوحة لدراسة التنمية الاجتماعية وحصلت منها على درجة البكالوريوس عام 2002، وفي عام 2004 حصلت على درجة الماجستير في الإرشاد النفسي من جامعة القدس. لاحقًا حصلت على درجة الدكتوراه من جامعة المنيا في الصحة النفسية.

## الحياة العملية
تدرجت غنام في الوظائف حيث عملت في رياض أطفال ومنسقة لبرامج تأهيل معاقيين، وفي الفترة 2007–2009، تولد منصب مدير عام ديوان وزير الشؤون الاجتماعية، وكانت تعمل كمحاضرة غير متفرغة في جامعة القدس المفتوحة، وهي عضو في مجلس أمناء الجامعة العربية الأمريكية منذ عام 2017، وعضو في مجلس أمناء جامعة الاستقلال.
في 6 يونيو 2009، ووفقًا للمرسوم الرئاسي رقم (102) لسنة 2009، تقرر نقلها من وزارة الشؤون الاجتماعية وتعيينها نائبًا لمحافظ محافظة رام الله والبيرة وقائمًا بأعماله. ولاحقًا في 22 يناير 2010، أدت غنام اليمين الدستورية محافظًا لمحافظة رام الله والبيرة.
في 8 أغسطس 2022، أعاد الرئيس الفلسطيني تشكيل مجلس أمناء جامعة الاستقلال، وعيّنها عضوًا فيه.